# Oxford Centre for Evidence Based Medicine
Eine Expertengruppe in Oxford (Vereinigtes Königreich) namens Oxford Centre for Evidence Based Medicine (OCEBM, deutsch ‚Oxford Zentrum für evidenzbasierte Medizin‘) veröffentlichte im September 2000 Richtlinien für Empfehlungsgrade in Bezug auf Aussagen zu Prognose, Diagnose, Behandlungsnutzen, Behandlungsschäden und Screening. Dabei ging es nicht nur um Therapie und Prävention, sondern auch um diagnostische Tests, Prognosemarker oder Behandlungsfehler. Die ursprünglichen CEBM-Levels wurden zuerst für Evidence-Based On Call veröffentlicht, um die Ermittlung von Nutzen und Risiken von Behandlung und Diagnose zu erleichtern und deren Ergebnisse zu verdeutlichen.

## CEBM-Evidenzgrade
Die CEBM-Evidenzgrade wurden wie folgt eingeteilt:
- 1a: Systematische Reviews (mit Homogenität) von randomisierten kontrollierten Studien
- 1b: Einzelne randomisierte kontrollierte Studien (mit engem Konfidenzintervall)
- 1c: Alle oder keine randomisierten kontrollierten Studien
- 2a: Systematische Reviews (mit Homogenität) von Kohortenstudien
- 2b: Individuelle Kohortenstudie oder randomisierte kontrollierte Studien mit niedriger Qualität (z. B. <80 % Follow-up)
- 2c: „Outcomes“-Forschung; ökologische Studien
- 3a: Systematische Überprüfung (mit Homogenität) von Fall-Kontroll-Studien
- 3b: Einzelne Fall-Kontroll-Studie
- 4: Fallserie (und qualitativ mangelhafte Kohorten- und Fallkontrollstudien)
- 5: Expertenmeinung ohne explizite kritische Beurteilung oder auf der Grundlage von Physiologie, Bench Research oder First Principles

Im Jahr 2011 hat ein internationales Team die Oxford-CEBM-Grade neu gestaltet und 2014 upgedatet, um sie verständlicher zu gestalten und den jüngsten Entwicklungen bei den Evidence-Ranking-Systemen Rechnung zu tragen. Die Empfehlungsgrade werden von Patienten, Klinikern und auch zur Entwicklung klinischer Leitlinien verwendet.